# Coahuiltecans
 (mars 2024).
Si vous disposez d'ouvrages ou d'articles de référence ou si vous connaissez des sites web de qualité traitant du thème abordé ici, merci de compléter l'article en donnant les références utiles à sa vérifiabilité et en les liant à la section « Notes et références ».
En pratique : Quelles sources sont attendues ? Comment ajouter mes sources ?
Les Coahuiltecan sont un peuple amérindien vivant dans le sud du Texas près du Río Grande. Ils sont le plus souvent décrits dans leur condition après le premier contact avec les Européens, qui les a laissés dans l'état d'une société qui a survécu à un terrible désastre. Les récits affirment qu'ils vivaient dans des camps sales et malodorants, qu'ils se nourrissaient de viande putréfiée et d'insectes. Beaucoup de chercheurs pensent que 90 % des Coahuiltecan sont morts à cause des épidémies importées par les colons, ce qui pourrait expliquer leur condition de vie par la suite.

## Famille de langues
Le Coahuiltecan (ou Paikawa) a été proposé comme famille de langues rassemblant le coahuilteco et le cotoname. Cette proposition est apparue dans la classification des langues amérindiennes de John Wesley Powell (1891). Une proposition postérieure voulait étendre la famille au comecrudo, au karankawa et au tonkawa.
On pense aujourd'hui que ces langues ne sont pas apparentées (ce sont des isolats), mis à part le comecrudo faisant partie de la famille comecrudane.